# Miss Austen
Miss Austen ist eine britische Miniserie aus dem Jahr 2025, die von Andrea Gibb geschrieben und von Aisling Walsh inszeniert wurde. Sie basiert auf dem gleichnamigen Roman von Gill Hornby, der ein fiktives Szenario zu der ungeklärten Frage präsentiert, warum Jane Austens Schwester Cassandra deren Briefe zerstört hat.

## Handlung
1830 erhält Cassandra Austen Nachricht, dass ihr Freund Reverend Fulwar Fowle im Sterben liegt und fährt sogleich nach Kintbury. Nach Fulwars Dahinscheiden soll dessen Tochter Isabella das Haus für die neue Vikarsfamilie räumen, sodass Cassandra verspricht, ihr zu helfen. Cassandra und ihre Schwester Jane Austen, die verstorbene Schriftstellerin, waren in ihrer Jugend mit Eliza, der Frau von Fulwar, eng befreundet und Jane schrieb ihr viele Briefe. Zu der Zeit verlobte Cassandra sich mit Fulwars Bruder Tom Fowle, der aber zu See verstarb, und Elizas Schwester Mary heiratete den verwitweten James Austen. Cassandra und Mary versuchen aus unterschiedlichen Motiven, die Briefe Janes an Eliza zu finden; Cassandra, um sie zu zerstören und so Janes Reputation zu schützen, die sich nur aus ihren Romanen ergeben soll, während Mary plant, sie für eine Austen-Biographie zu benutzen – über James. Cassandra versteckt die Briefe und behauptet, sie nicht gefunden zu haben. Beim Lesen der Briefe erinnert sie sich an die damalige Zeit zurück, von neuen Chancen auf Liebe, Verlusten von Personen und dem Familienhaus bis hin zu Janes Krankheit, an der sie verstarb, und ihrem letzten Brief. Abgesehen von wenigen, die sie für Mary zu finden beiseite legt, verbrennt Cassandra die Briefe schließlich und reist ab, nachdem für Isabella ein Mann in Fulwars Arzt Lidderdale gefunden wurde.

## Figuren und Besetzung
| Rolle                    | Beschreibung                              | Darsteller     | Darsteller       | Folgen       |
| Rolle                    | Beschreibung                              | Gegenwart      | Vergangenheit    | Folgen       |
| Hauptfiguren             | Hauptfiguren                              | Hauptfiguren   | Hauptfiguren     | Hauptfiguren |
| ------------------------ | ----------------------------------------- | -------------- | ---------------- | ------------ |
| Cassandra „Cassy“ Austen | Janes einzige, ältere Schwester           | Keeley Hawes   |                  | 1–4          |
| Cassandra „Cassy“ Austen | Janes einzige, ältere Schwester           |                | Synnove Karlsen  | 1–4          |
| Jane Austen              | Cassandras Schwester, Schriftstellerin    |                | Patsy Ferran     | 1–4          |
| Mary Austen (geb. Lloyd) | James Austens Frau, Cassandras Schwägerin | Jessica Hynes  |                  | 1–4          |
| Mary Austen (geb. Lloyd) | James Austens Frau, Cassandras Schwägerin |                | Liv Hill         | 1–4          |
| Isabella Fowle           | Fulwar Fowles Tochter                     | Rose Leslie    |                  | 1–4          |
| Mr. Lidderdale           | Fulwars Arzt                              | Alfred Enoch   |                  | 1–4          |
| Dinah                    | Dienstmädchen der Fowles                  | Mirren Mack    |                  | 1–4          |
| Nebenfiguren             |                                           |                |                  |              |
| Mr. Dundas               | neuer Vikar                               | Thomas Coombes |                  | 1, 4         |
| Fulwar Fowle             | Freund der Austens, Isabellas Vater       | Felix Scott    |                  | 1            |
| Fulwar Fowle             | Freund der Austens, Isabellas Vater       |                | Felix Scott      | 1–2, 4       |
| Eliza Fowle              | Fulwars Frau, Marys Schwester             |                | Madeleine Walker | 1–2, 4       |
| Tom Fowle                | Fulwars Bruder, Cassandras Verlobter      |                | Calam Lynch      | 1, 3         |
| Mary Jane Dexter         | Isabellas Schwestern                      | Florence Bell  |                  | 1–2, 4       |
| Beth Fowle               | Isabellas Schwestern                      | Clare Foster   |                  | 1–3          |
| Mrs. Austen              | Janes und Cassandras Eltern               |                | Phyllis Logan    | 1–4          |
| Mr. Austen               | Janes und Cassandras Eltern               |                | Kevin McNally    | 1–3          |
| James Austen             | Janes ältester Bruder, Marys Mann         |                | Patrick Knowles  | 1–3          |
| Anna Austen              | James’ Tochter aus erster Ehe             | Carys Bowkett  |                  | 1, 3–4       |
| Anna Austen              | James’ Tochter aus erster Ehe             |                | Vivien Battley   | 1–3          |
| Frank Austen             | Janes fünfter Bruder                      |                | Jake Kenny-Byrne | 1–3          |
| Edward Austen            | Janes dritter Bruder                      |                | Hubert Burton    | 2, 4         |
| Elizabeth Austen         | Edwards Frau                              |                | Eve Ponsonby     | 2            |
| Henry Hobday             | Strandbekanntschaft von Cassandra         |                | Max Irons        | 2–4          |
| Alethea Bigg-Wither      | Harris’ Schwestern, Freunde der Austens   |                | Ruby Richardson  | 3            |
| Catherine Bigg-Wither    | Harris’ Schwestern, Freunde der Austens   |                | Elle McKay       | 3            |
| Harris Bigg-Wither       | kurzzeitiger Verlobter von Jane           |                | Tom Glenister    | 3            |

## Vorlage und Themen
Miss Austen basiert auf dem gleichnamigen Roman der Autorin Gill Hornby, der sich mit der ungeklärten Frage beschäftigt, wieso Cassandra Austen, die Schwester der Schriftstellerin Jane Austen, Jahre nach deren Tod den Großteil an Janes Briefen verbrannt hat. Hornby erklärte, eine Theorie sei, dass diese Briefe klatschhaft gewesen seien und indiskrete Kommentare über ihre Schwägerinnen enthielten, sowie viel Jammern über Geldsorgen, sodass sie die Gefühle anderer hätten verletzen können und Jane nicht in gutem Licht zeigten. Hornby verteidigt Cassandras Handlung als das Richtige, da Jane eine sehr private Person und nicht daran interessiert war, bekannt zu sein. Der Roman behandelt aber auch das enge Band zwischen den beiden Schwestern und den Mangel an Kontrolle unverheirateter Frauen über ihr eigenes Leben, die ohne eigenes Geld von der Wohltätigkeit ihrer Verwandten abhingen. „Die Abhängigkeit der Frauen war das dominante Thema ihrer Existenz,“ sagte Hornby.
Drehbuchautorin Andrea Gibb, die den Roman in die Serie adaptierte, kommentierte, er hätte auch von Austen selbst geschrieben worden sein. Er enthalte Intrigen, Geheimnisse und Liebe – aber nicht nur romantische, sondern die andauernde, lebenslange Liebe zwischen Schwestern. „Die weibliche Erfahrung steht im Zentrum der Geschichte. Frauen waren damals völlig finanziell abhängig von Männern. Eine gute Ehe zu schließen war genauso sehr ein Überlebensmechanismus wie ein romantisches Ideal.“

## Produktion und Ausstrahlung
Die Serie wurde von der britischen Firma Bonnie Productions für die Reihe Masterpiece des amerikanischen Senders PBS in Zusammenarbeit der britischen BBC produziert und von der Regisseurin Aisling Walsh inszeniert. Die Besetzung der Serie wird angeführt von Keeley Hawes in der Titelrolle von Cassandra Austen. Sowohl Besetzung als auch Produktionsteam bestanden zum größten Teil aus Frauen.
Gedreht wurde die Serie von November 2023 bis in den Januar 2024. Die Dreharbeiten fanden um London und in Südostengland statt. Benutzt wurden historische Landhäuser. Strandszenen wurden an Camber Sands bei Rye (East Sussex) gefilmt.
Die Serie erschien 2025 als dem Jahr des 250. Geburtstags von Jane Austen. Zu dem Anlass sind weitere Fernsehprojekte bei BBC und Netflix geplant. Sie hatte ihre Premiere bei BBC One am 2. Februar und lief in Masterpiece ab dem 4. Mai. In Deutschland wird sie zuerst in der arte-Mediathek am 11. September veröffentlicht und auf Arte am 18. September ausgestrahlt.

## Rezeption
Lucy Mangan vom Guardian befindet die Serie für meisterlich und lobt die individuellen Schauspielleistungen, neben Keeley Hawes insbesondere Patsy Ferran, sowie die Verknüpfung zweier Erzählungen durch das Drehbuch, dem die erstaunliche Leistung gelinge, mühelos Jane-ish zu klingen und Jane Austen zentral zu halten, ohne die anderen Figuren kleinzumachen. „Wie viel etablierter Fakt und wie viel das Werk von Vorstellungskraft, [weiß sie nicht], aber das Schöne ist, dass es sich wahr anfühlt, getreu für die Zeit, ihre Bücher, und dem, was wir über die Autorin wissen oder zu wissen glauben.“

## Fortsetzung
Im Juni 2025 wurde eine Nachfolgeserie unter dem Titel Miss Austen Returns angekündigt, die auf Hornbys neuem Roman The Elopement basiert. Dieser handelt von einem realen Ereignis 1825 in Godmerhsam Park um die Familie von Fanny Knight, einer Nichte der Austens.